# Алачо (муниципалитет)
Алачо́ или Халачо́ (исп. Halachó) — муниципалитет в Мексике, штат Юкатан, с административным центром в одноимённом городе. Численность населения, по данным переписи 2010 года, составила 19 072 человека.

## Общие сведения
Название Halachó с майянского языка можно перевести как: тростниковая мышь, где Halal — тростник, и Chhó — мышь, крыса.
Площадь муниципалитета равна 586 км², что составляет 1,47 % от общей площади штата, а наивысшая точка — 20 метров над уровнем моря, расположена в поселении Гуадалупе.
Он граничит с другими муниципалитетами Юкатана: на севере с Селестуном и Машкану, а на юге, востоке и западе с другим штатом Мексики — Кампече.

## Учреждение и состав
Муниципалитет был образован в 1875 году, в его состав входят 17 населённых пунктов, самые крупные из которых:
| Код INEGI                  | Населённый пункт                                                              | Численность населения (2005 год) | Численность населения (2010 год) |
| -------------------------- | ----------------------------------------------------------------------------- | -------------------------------- | -------------------------------- |
| 033                        | Всего                                                                         | 18125                            | 19072                            |
| 0001                       | Алачо (исп. Halachó) 20°28′35″ с. ш. 90°04′55″ з. д. (административный центр) | 9045                             | 9412                             |
| 0002                       | Сепеда (исп. Cepeda) 20°30′22″ с. ш. 90°06′35″ з. д.                          | 2850                             | 3064                             |
| 0003                       | Кучхолоч (исп. Cuch Holoch) 20°26′00″ с. ш. 90°05′50″ з. д.                   | 2040                             | 2017                             |
| 0007                       | Сио (исп. Sihó) 20°29′10″ с. ш. 90°09′46″ з. д.                               | 1386                             | 1566                             |
| 0006                       | Санта-Мария-Аку (исп. Santa María Acú) 20°32′48″ с. ш. 90°09′48″ з. д.        | 1349                             | 1437                             |
| 0008                       | Цицибачи (исп. Dzidzibachí) 20°34′13″ с. ш. 90°07′35″ з. д.                   | 722                              | 738                              |
| 0004                       | Канкабчен (исп. Kancabchén) 20°31′32″ с. ш. 90°08′15″ з. д.                   | 421                              | 430                              |
| 0005                       | Сан-Матео (исп. San Mateo) 20°35′24″ с. ш. 90°12′46″ з. д.                    | 265                              | 294                              |
| —                          | Прочие                                                                        | 47                               | 84                               |
| Названия на карте Генштаба |                                                                               |                                  |                                  |

## Экономика
По статистическим данным 2000 года, работоспособное население занято по секторам экономики в следующих пропорциях:
- производство и строительство — 40,1 %;
- торговля, сферы услуг и туризма — 31,9 %;
- сельское хозяйство и скотоводство — 27,2 %;
- безработные — 0,8 %.

## Инфраструктура
По статистическим данным 2010 года, инфраструктура развита следующим образом:
- электрификация: 98,2 %;
- водоснабжение: 90,1 %;
- водоотведение: 44,6 %.

## Достопримечательности
В муниципалитете можно посетить церковь Апостола Сантьяго XVI века, а также археологический памятник цивилизации майя — руины Сихо-Ошкинток.

## Фотографии

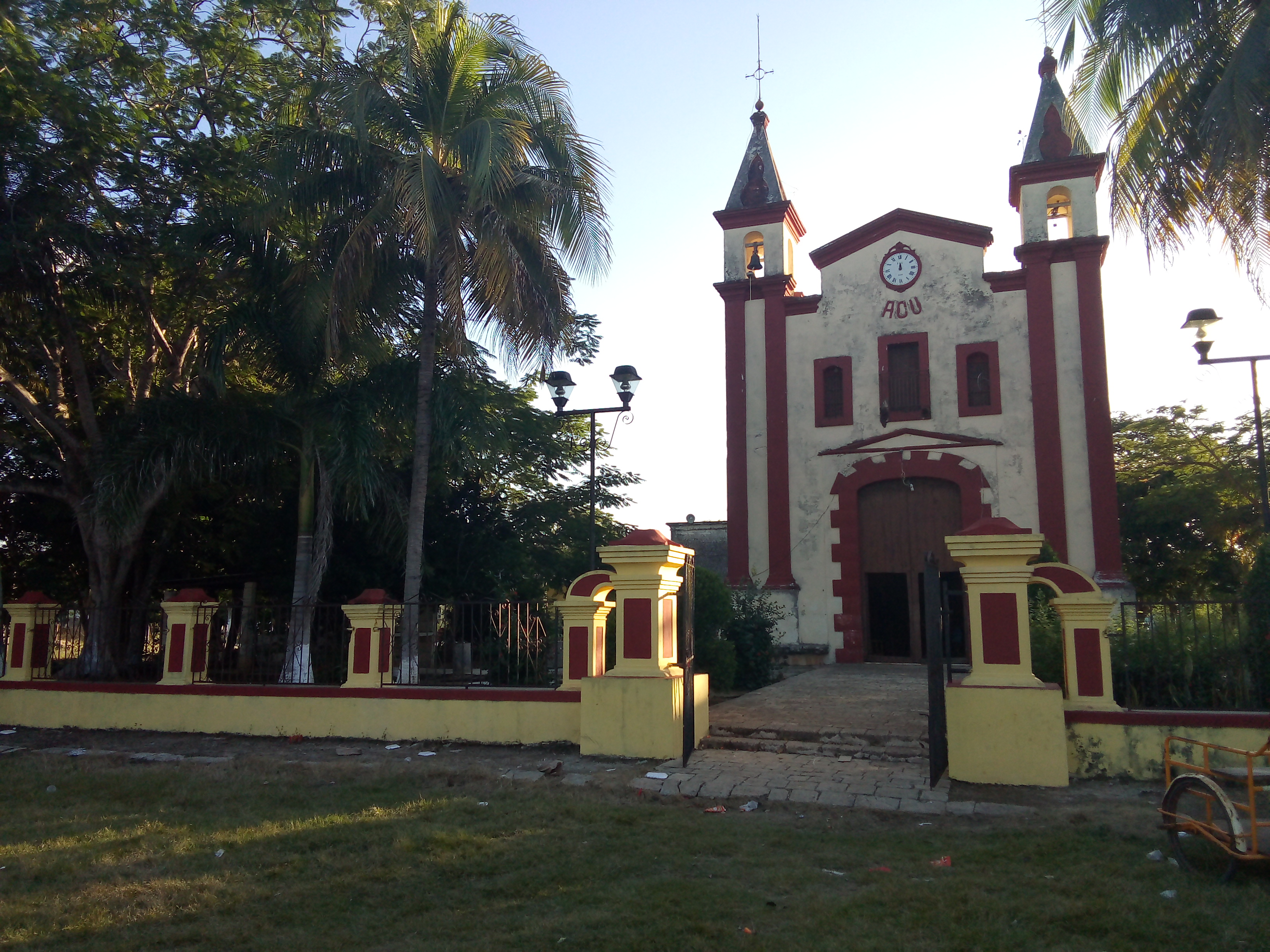
Церковь в Санта-Мария-Аку